# 1980-as NHL-draft
Az 1980-as NHL-draftot a kanadai Montréalban tartották meg a Montréal Forumban. Ez volt a 18. draft.

## A draft
|  | = NHL All-Star |  |  | = A Jégkorong Hírességek Csarnokának a tagja |

### Első kör
| #  | Játékos           | Poszt       | Nemzetiség                | NHL-csapat                                 | Egyetem/junior/klub csapat   |
| -- | ----------------- | ----------- | ------------------------- | ------------------------------------------ | ---------------------------- |
| 1  | Doug Wickenheiser | Csatár      | Kanada                    | Montréal Canadiens (Colorado Rockiestól)   | Regina Pats (WHL)            |
| 2  | Dave Babych       | Védő        | Kanada                    | Winnipeg Jets                              | Portland Winter Hawks (WHL)  |
| 3  | Denis Savard      | Center      | Kanada                    | Chicago Black Hawks (Québec Nordiquestől)  | Montréal Juniors (QMJHL)     |
| 4  | Larry Murphy      | Védő        | Kanada                    | Los Angeles Kings (Detroit Red Wings)      | Peterborough Petes (OMJHL)   |
| 5  | Darren Veitch     | Védő        | Kanada                    | Washington Capitals                        | Regina Pats (WHL)            |
| 6  | Paul Coffey       | Védő        | Kanada                    | Edmonton Oilers                            | Kitchener Rangers (OMJHL)    |
| 7  | Rick Lanz         | Védő        | Kanada                    | Vancouver Canucks                          | Oshawa Generals (OMJHL)      |
| 8  | Fred Arthur       | Védő        | Kanada                    | Hartford Whalers                           | Cornwall Royals (QMJHL)      |
| 9  | Mike Bullard      | Csatár      | Kanada                    | Pittsburgh Penguins                        | Brantford Alexanders (OMJHL) |
| 10 | Jim Fox           | Csatár      | Kanada                    | Los Angeles Kings                          | Ottawa 67’s (OMJHL)          |
| 11 | Mike Blaisdell    | Jobb szélső | Kanada                    | Detroit Red Wings (Toronto Maple Leafstől) | Regina Pats (WHL)            |
| 12 | Rik Wilson        | Védő        | Amerikai Egyesült Államok | St. Louis Blues                            | Kingston Canadians (OMJHL)   |
| 13 | Denis Cyr         | Jobb szélső | Kanada                    | Calgary Flames                             | Montréal Juniors (QMJHL)     |
| 14 | Jim Malone        | Csatár      | Kanada                    | New York Rangers                           | Toronto Marlboros (OMJHL)    |
| 15 | Jerry Dupont      | Védő        | Kanada                    | Chicago Black Hawks                        | Toronto Marlboros (OMJHL)    |
| 16 | Brad Palmer       | Csatár      | Kanada                    | Minnesota North Stars                      | Victoria Cougars (WHL)       |
| 17 | Brent Sutter      | Center      | Kanada                    | New York Islanders                         | Red Deer Rustlers (AJHL)     |
| 18 | Barry Pederson    | Csatár      | Kanada                    | Boston Bruins                              | Victoria Cougars (WHL)       |
| 19 | Paul Gagné        | Csatár      | Kanada                    | Colorado Rockies (Montréal Canadienstől)   | Windsor Spitfires (OMJHL)    |
| 20 | Steve Patrick     | Csatár      | Kanada                    | Buffalo Sabres                             | Brandon Wheat Kings (WHL)    |
| 21 | Mike Stothers     | Védő        | Kanada                    | Philadelphia Flyers                        | Kingston Canadians (OMJHL)   |
|    |                   |             |                           |                                            |                              |

### Második kör
| #  | Játékos           | Poszt       | Nemzetiség                | NHL-csapat                                   | Egyetem/junior/klub csapat   |
| -- | ----------------- | ----------- | ------------------------- | -------------------------------------------- | ---------------------------- |
| 22 | Joe Ward          | Center      | Kanada                    | Colorado Rockies                             | Seattle Breakers (WHL)       |
| 23 | Moe Mantha, Jr.   | Védő        | Amerikai Egyesült Államok | Winnipeg Jets                                | Toronto Marlboros (OMJHL)    |
| 24 | Normand Rochefort | Védő        | Kanada                    | Québec Nordiques                             | Québec Remparts (QMJHL)      |
| 25 | Craig Muni        | Védő        | Kanada                    | Toronto Maple Leafs (Detroit Red Wingstől)   | Kingston Canadians (OMJHL)   |
| 26 | Bob McGill        | Védő        | Kanada                    | Toronto Maple Leafs (Washington Capitalstól) | Victoria Cougars (WHL)       |
| 27 | Ric Nattress      | Védő        | Kanada                    | Montréal Canadiens (Edmonton Oilerstől)      | Brantford Alexanders (OMJHL) |
| 28 | Steve Ludzik      | Csatár      | Kanada                    | Chicago Black Hawks (Vancouver Canuckstól)   | Niagara Falls Flyers (OMJHL) |
| 29 | Michel Galarneau  | Center      | Kanada                    | Hartford Whalers                             | Hull Olympiques (QMJHL)      |
| 30 | Ken Solheim       | Csatár      | Kanada                    | Chicago Black Hawks (Pittsburgh Penguinstől) | Medicine Hat Tigers (WHL)    |
| 31 | Tony Curtale      | Védő        | Amerikai Egyesült Államok | Calgary Flames (Los Angeles Kingstől)        | Brantford Alexanders (OMJHL) |
| 32 | Kevin LaVallee    | Csatár      | Kanada                    | Calgary Flames (Toronto Maple Leafstől)      | Brantford Alexanders (OMJHL) |
| 33 | Greg Terrion      | Csatár      | Kanada                    | Los Angeles Kings (St. Louis Bluestól)       | Brantford Alexanders (OMJHL) |
| 34 | Dave Morrison     | Csatár      | Kanada                    | Los Angeles Kings (Calgary Flamestől)        | Peterborough Petes (OMJHL)   |
| 35 | Mike Allison      | Csatár      | Kanada                    | New York Rangers                             | Sudbury Wolves (OMJHL)       |
| 36 | Len Dawes         | Védő        | Kanada                    | Chicago Black Hawks                          | Victoria Cougars (WHL)       |
| 37 | Don Beaupre       | Kapus       | Kanada                    | Minnesota North Stars                        | Sudbury Wolves (OMJHL)       |
| 38 | Kelly Hrudey      | Kapus       | Kanada                    | New York Islanders                           | Medicine Hat Tigers (WHL)    |
| 39 | Steve Konroyd     | Védő        | Kanada                    | Calgary Flames (Boston Bruinstól)            | Oshawa Generals (OMJHL)      |
| 40 | John Chabot       | Center      | Kanada                    | Montréal Canadiens                           | Hull Olympiques (QMJHL)      |
| 41 | Mike Moller       | Jobb szélső | Kanada                    | Buffalo Sabres                               | Lethbridge Broncos (WHL)     |
| 42 | Jay Fraser        | Bal szélső  | Kanada                    | Philadelphia Flyers                          | Ottawa 67's (OMJHL)          |
|    |                   |             |                           |                                              |                              |

### Harmadik kör
| #  | Játékos          | Poszt       | Nemzetiség                | NHL-csapat                                                            | Egyetem/junior/klub csapat                  |
| -- | ---------------- | ----------- | ------------------------- | --------------------------------------------------------------------- | ------------------------------------------- |
| 43 | Fred Boimistruck | Védő        | Kanada                    | Toronto Maple Leafs (Colorado Rockiestól)                             | Cornwall Royals (QMJHL)                     |
| 44 | Murray Eaves     | Center      | Kanada                    | Winnipeg Jets                                                         | University of Michigan (NCAA)               |
| 45 | John Newberry    | Center      | Kanada                    | Montréal Canadiens (Quebec Nordiquestől)                              | Nanaimo Clippers (BCJHL)                    |
| 46 | Mark Osborne     | Bal szélső  | Kanada                    | Detroit Red Wings                                                     | Niagara Falls Flyers (OMJHL)                |
| 47 | Dan Miele        | Jobb szélső | Kanada                    | Washington Capitals                                                   | Providence College (NCAA)                   |
| 48 | Shawn Babcock    | Bal szélső  | Kanada                    | Edmonton Oilers                                                       | Windsor Spitfires (OMJHL)                   |
| 49 | Andy Schliebener | Védő        | Kanada                    | Vancouver Canucks                                                     | Peterborough Petes (OMJHL)                  |
| 50 | Mickey Volcan    | Védő        | Kanada                    | Hartford Whalers                                                      | University of North Dakota (NCAA)           |
| 51 | Randy Boyd       | Védő        | Kanada                    | Pittsburgh Penguins                                                   | Ottawa 67's (OMJHL)                         |
| 52 | Steve Bozek      | Bal szélső  | Kanada                    | Los Angeles Kings                                                     | Northern Michigan University (NCAA)         |
| 53 | Randy Velischek  | Védő        | Kanada                    | Minnesota North Stars (Toronto Maple Leafstől)                        | Providence College (NCAA)                   |
| 54 | Jim Pavese       | Védő        | Amerikai Egyesült Államok | St. Louis Blues                                                       | Kitchener Rangers (OMJHL)                   |
| 55 | Torrie Robertson | Bal szélső  | Kanada                    | Washington Capitals (A Calgary Flamestől és a Toronto Maple Leafstől) | Victoria Cougars (WHL)                      |
| 56 | Sean McKenna     | Jobb szélső | Kanada                    | Buffalo Sabres (New York Rangerstől)                                  | Sherbrooke Beavers (QMJHL)                  |
| 57 | Troy Murray      | Center      | Kanada                    | Chicago Blackhawks                                                    | St. Albert Saints (AJHL)                    |
| 58 | Marcel Frere     | Bal szélső  | Kanada                    | Chicago Blackhawks (Minnesota North Starstól)                         | Billings Bighorns (WHL)                     |
| 59 | Dave Simpson     | Center      | Kanada                    | New York Islanders                                                    | London Knights (OMJHL)                      |
| 60 | Tom Fergus       | Center      | Amerikai Egyesült Államok | Boston Bruins                                                         | Peterborough Petes (OMJHL)                  |
| 61 | Craig Ludwig     | Védő        | Amerikai Egyesült Államok | Montréal Canadiens                                                    | University of North Dakota (NCAA)           |
| 62 | Jay North        | Center      | Amerikai Egyesült Államok | Buffalo Sabres                                                        | Bloomington Jefferson High School (USHS-MN) |
| 63 | Paul Mercier     | Védő        | Kanada                    | Philadelphia Flyers                                                   | Sudbury Wolves (OMJHL)                      |
|    |                  |             |                           |                                                                       |                                             |

### Negyedik kör
| #  | Játékos           | Poszt       | Nemzetiség                | NHL-csapat                         | Egyetem/junior/klub csapat         |
| -- | ----------------- | ----------- | ------------------------- | ---------------------------------- | ---------------------------------- |
| 64 | Rick LaFerriere   | Kapus       | Kanada                    | Colorado Rockies                   | Peterborough Petes (OMJHL)         |
| 65 | Guy Fournier      | Center      | Kanada                    | Winnipeg Jets                      | Shawinigan Cataractes (QMJHL)      |
| 66 | Jay Miller        | Védő        | Amerikai Egyesült Államok | Quebec Nordiques                   | University of New Hampshire (ECAC) |
| 67 | Carey Wilson      | Center      | Kanada                    | Chicago Black Hawks (Detroittól)   | Dartmouth College (ECAC)           |
| 68 | Monty Trottier    | Center      | Kanada                    | New York Islanders (Washingtontól) | Billings Bighorns (WHL)            |
| 69 | Jari Kurri        | Jobb szélső | Finnország                | Edmonton Oilers                    | Jokerit (SM-liiga)                 |
| 70 | Marc Crawford     | Bal szélső  | Kanada                    | Vancouver Canucks                  | Cornwall Royals (QMJHL)            |
| 71 | Kevin McClelland  | Jobb szélső | Kanada                    | Hartford Whalers                   | Niagara Falls Flyers (OMJHL)       |
| 72 | Tony Feltrin      | Védő        | Kanada                    | Pittsburgh Penguins                | Victoria Cougars (WHL)             |
| 73 | Bernie Nicholls   | Center      | Kanada                    | Los Angeles Kings                  | Kingston Canandians (OMJHL)        |
| 74 | Stewart Gavin     | Bal szélső  | Kanada                    | Toronto Maple Leafs                | Toronto Marlboros (OMJHL)          |
| 75 | Bob Brooke        | Center      | Amerikai Egyesült Államok | St. Louis Blues                    | Yale Egyetem (ECAC)                |
| 76 | Marc Roy          | Jobb szélső | Kanada                    | Calgary Flames                     | Trois-Rivières Draveurs (QMJHL)    |
| 77 | Kurt Kleinendorst | Center      | Amerikai Egyesült Államok | New York Rangers                   | Providence College (ECAC)          |
| 78 | Brian Shaw        | Jobb szélső | Kanada                    | Chicago Black Hawks                | Portland Winter Hawks (WHL)        |
| 79 | Mark Huglen       | Védő        | Amerikai Egyesült Államok | Minnesota North Stars              | Roseau High School (USHS-MN)       |
| 80 | Greg Gilbert      | Bal szélső  | Kanada                    | New York Islanders                 | Toronto Marlboros (OMJHL)          |
| 81 | Steve Kasper      | Center      | Kanada                    | Boston Bruins                      | Sorel Éperviers (QMJHL)            |
| 82 | Jeff Teal         | Center      | Amerikai Egyesült Államok | Montréal Canadiens                 | University of Minnesota (WCHA)     |
| 83 | Jim Wiemer        | Bal szélső  | Kanada                    | Buffalo Sabres                     | Peterborough Petes (OMJHL)         |
| 84 | Taras Zytynsky    | Védő        | Kanada                    | Philadelphia Flyers                | Montréal Juniors (QMJHL)           |
|    |                   |             |                           |                                    |                                    |

### Ötödik kör
| #   | Játékos           | Poszt       | Nemzetiség                | NHL-csapat            | Egyetem/junior/klub csapat          |
| --- | ----------------- | ----------- | ------------------------- | --------------------- | ----------------------------------- |
| 85  | Ed Cooper         | Bal szélső  | Kanada                    | Colorado Rockies      | Portland Winter Hawks (WHL)         |
| 86  | Glen Ostir        | Védő        | Kanada                    | Winnipeg Jets         | Portland Winter Hawks (WHL)         |
| 87  | Basil McRae       | Bal szélső  | Kanada                    | Quebec Nordiques      | London Knights (OMJHL)              |
| 88  | Mike Corrigan     | Jobb szélső | Kanada                    | Detroit Red Wings     | Cornwall Royals (QMJHL)             |
| 89  | Timo Blomqvist    | Védő        | Finnország                | Washington Capitals   | Jokerit (SM-liiga)                  |
| 90  | Walt Poddubny     | Center      | Kanada                    | Edmonton Oilers       | Kingston Canadians (OMJHL)          |
| 91  | Darrell May       | Kapus       | Kanada                    | Vancouver Canucks     | Portland Winter Hawks (WHL)         |
| 92  | Darren Jensen     | Kapus       | Kanada                    | Hartford Whalers      | University of North Dakota (WCHA)   |
| 93  | Doug Shedden      | Center      | Kanada                    | Pittsburgh Penguins   | Sault Ste. Marie Greyhounds (OMJHL) |
| 94  | Alan Graves       | Bal szélső  | Franciaország             | Los Angeles Kings     | Seattle Breakers (WHL)              |
| 95  | Hugh Larkin       | Jobb szélső | Amerikai Egyesült Államok | Toronto Maple Leafs   | Sault Ste. Marie Greyhounds (OMJHL) |
| 96  | Alain Lemieux     | Center      | Kanada                    | St. Louis Blues       | Chicoutimi Sagueneens (QMJHL)       |
| 97  | Randy Turnbull    | Védő        | Kanada                    | Calgary Flames        | Portland Winter Hawks (WHL)         |
| 98  | Scot Kleinendorst | Védő        | Amerikai Egyesült Államok | New York Rangers      | Providence College (ECAC)           |
| 99  | Kevin Ginnel      | Center      | Amerikai Egyesült Államok | Chicago Black Hawks   | Medicine Hat Tigers (WHL)           |
| 100 | David Jensen      | Védő        | Amerikai Egyesült Államok | Minnesota North Stars | University of Minnesota (WCHA)      |
| 101 | Ken Leiter        | Védő        | Amerikai Egyesült Államok | New York Islanders    | Michigan State University (WCHA)    |
| 102 | Randy Hillier     | Védő        | Kanada                    | Boston Bruins         | Sudbury Wolves (OMJHL)              |
| 103 | Rémi Gagné        | Jobb szélső | Kanada                    | Montréal Canadiens    | Chicoutimi Sagueneens (QMJHL)       |
| 104 | Dirk Rueter       | Védő        | Kanada                    | Buffalo Sabres        | Sault Ste. Marie Greyhounds (OMJHL) |
| 105 | Dan Held          | Center      | Kanada                    | Philadelphia Flyers   | Seattle Breakers (WHL)              |
|     |                   |             |                           |                       |                                     |

### Hatodik kör
| #   | Játékos            | Poszt       | Nemzetiség                | NHL-csapat            | Egyetem/junior/klub csapat                     |
| --- | ------------------ | ----------- | ------------------------- | --------------------- | ---------------------------------------------- |
| 106 | Aaron Broten       | Bal szélső  | Amerikai Egyesült Államok | Colorado Rockies      | University of Minnesota (WCHA)                 |
| 107 | Ron Loustel        | Kapus       | Kanada                    | Winnipeg Jets         | Saskatoon Blades (WHL)                         |
| 108 | Mark Kumpel        | Jobb szélső | Amerikai Egyesült Államok | Quebec Nordiques      | University of Massachusetts Lowell (ECAC) D-II |
| 109 | Wayne Crawford     | Center      | Kanada                    | Detroit Red Wings     | Toronto Marlboros (OMJHL)                      |
| 110 | Todd Bidner        | Bal szélső  | Kanada                    | Washington Capitals   | Toronto Marlboros (OMJHL)                      |
| 111 | Mike Winther       | Center      | Kanada                    | Edmonton Oilers       | Brandon Wheat Kings (WHL)                      |
| 112 | Ken Berry          | Bal szélső  | Kanada                    | Vancouver Canucks     | Kanadai válogatott                             |
| 113 | Mario Cerri        | Center      | Kanada                    | Hartford Whalers      | Ottawa 67's (OMJHL)                            |
| 114 | Pat Graham         | Bal szélső  | Kanada                    | Pittsburgh Penguins   | Niagara Falls Flyers (OMJHL)                   |
| 115 | Darren Eliot       | Kapus       | Kanada                    | Los Angeles Kings     | Cornell University (ECAC)                      |
| 116 | Ron Dennis         | Kapus       | Kanada                    | Toronto Maple Leafs   | Princetoni Egyetem (ECAC)                      |
| 117 | Perry Anderson     | Bal szélső  | Kanada                    | St. Louis Blues       | Kingston Canadians (OMJHL)                     |
| 118 | John Multan        | Jobb szélső | Kanada                    | Calgary Flames        | Portland Winter Hawks (WHL)                    |
| 119 | Reijo Ruotsalainen | Védő        | Finnország                | New York Rangers      | Oulun Kärpät (SM-liiga)                        |
| 120 | Steve Larmer       | Jobb szélső | Kanada                    | Chicago Black Hawks   | Niagara Falls Flyers (OMJHL)                   |
| 121 | Danny Zavarise     | Védő        | Kanada                    | Minnesota North Stars | Cornwall Royals (QMJHL)                        |
| 122 | Dan Revell         | Bal szélső  | Kanada                    | New York Islanders    | Oshawa Generals (OMJHL)                        |
| 123 | Steve Lyons        | Bal szélső  | Amerikai Egyesült Államok | Boston Bruins         | Matignon High School (USHS-MA)                 |
| 124 | Mike McPhee        | Bal szélső  | Kanada                    | Montréal Canadiens    | Rennssaeler Polytechnic Institute (ECAC)       |
| 125 | Daniel Naud        | Védő        | Kanada                    | Buffalo Sabres        | Sorel Éperviers (QMJHL)                        |
| 126 | Brian Tutt         | Védő        | Kanada                    | Philadelphia Flyers   | Calgary Wranglers (WHL)                        |
| 127 | Dan Fascinato      | Védő        | Kanada                    | Colorado Rockies      | Ottawa 67's (OMJHL)                            |
|     |                    |             |                           |                       |                                                |

### Hetedik kör
| #   | Játékos          | Poszt       | Nemzetiség                | NHL-csapat                        | Egyetem/junior/klub csapat               |
| --- | ---------------- | ----------- | ------------------------- | --------------------------------- | ---------------------------------------- |
| 128 | Brian Mullen     | Center      | Amerikai Egyesült Államok | Winnipeg Jets                     | New York Jr. Rangers (NYMJHA)            |
| 129 | Gaston Therrien  | Védő        | Kanada                    | Quebec Nordiques                  | Québec Remparts (QMJHL)                  |
| 130 | Mike Braun       | Védő        | Kanada                    | Detroit Red Wings                 | Niagara Falls Flyers (OMJHL)             |
| 131 | Frank Perkins    | Jobb szélső | Amerikai Egyesült Államok | Washington Capitals               | Sudbury Wolves (OMJHL)                   |
| 132 | Andy Moog        | Kapus       | Kanada                    | Edmonton Oilers                   | Billings Bighorns (WHL)                  |
| 133 | Doug Lidster     | Védő        | Kanada                    | Vancouver Canucks                 | Colorado College (WCHA)                  |
| 134 | Mike Martin      | Védő        | Kanada                    | Hartford Whalers                  | Sudbury Wolves (OMJHL)                   |
| 135 | Mike Lauen       | Jobb szélső | Amerikai Egyesült Államok | Winnipeg (Pittsburgh Penguinstől) | Michigan Technological University (WCHA) |
| 136 | Michael O'Connor | Védő        | Kanada                    | Los Angeles Kings                 | Michigan Technological University (WCHA) |
| 137 | Russ Adam        | Center      | Kanada                    | Toronto Maple Leafs               | Kitchener Rangers (OMJHL)                |
| 138 | Roger Hägglund   | Védő        | Svédország                | St. Louis Blues                   | IF Björklöven (Elitserien)               |
| 139 | Dave Newson      | Bal szélső  | Kanada                    | Calgary Flames                    | Brantford Alexanders (OMJHL)             |
| 140 | Bob Scurfield    | Center      | Kanada                    | New York Rangers                  | Western Michigan University (CCHA)       |
| 141 | Sean Simpson     | Center      | Kanada                    | Chicago Black Hawks               | Ottawa 67's (OMJHL)                      |
| 142 | Bill Stewart     | Jobb szélső | Kanada                    | Minnesota North Stars             | University of Denver (WCHA)              |
| 143 | Mark Hamway      | Bal szélső  | Amerikai Egyesült Államok | New York Islanders                | Michigan State University (WCHA)         |
| 144 | Tony McMurchy    | Center      | Kanada                    | Boston Bruins                     | New Westminster Bruins (WHL)             |
| 145 | Bill Norton      | Bal szélső  | Amerikai Egyesült Államok | Montréal Canadiens                | Clarkson University (ECAC)               |
| 146 | Jari Paavola     | Kapus       | Finnország                | Buffalo Sabres                    | HC TPS (Elitserien)                      |
| 147 | Ross Fitzpatrick | Center      | Kanada                    | Philadelphia Flyers               | Western Michigan University (CCHA)       |
|     |                  |             |                           |                                   |                                          |

### Nyolcadik kör
| #   | Játékos           | Poszt       | Nemzetiség                | NHL-csapat            | Egyetem/junior/klub csapat               |
| --- | ----------------- | ----------- | ------------------------- | --------------------- | ---------------------------------------- |
| 148 | Andre Hidi        | Bal szélső  | Kanada                    | Colorado Rockies      | Peterborough Petes (OMJHL)               |
| 149 | Sandy Beadle      | Bal szélső  | Kanada                    | Winnipeg Jets         | Northeastern University (ECAC)           |
| 150 | Michel Bolduc     | Védő        | Kanada                    | Quebec Nordiques      | Chicoutimi Sagueneens (QMJHL)            |
| 151 | John Beukeboom    | Védő        | Kanada                    | Detroit Red Wings     | Peterborough Petes (OMJHL)               |
| 152 | Bruce Raboin      | Védő        | Amerikai Egyesült Államok | Washington Capitals   | Providence College (ECAC)                |
| 153 | Rob Polman Tuin   | Kapus       | Kanada                    | Edmonton Oilers       | Michigan Technological University (WCHA) |
| 154 | John O'Connor     | Védő        | Amerikai Egyesült Államok | Vancouver Canucks     | Vermont University (ECAC)                |
| 155 | Brent DeNat       | Bal szélső  | Kanada                    | Hartford Whalers      | Michigan Technological University (WCHA) |
| 156 | Bob Geale         | Center      | Kanada                    | Pittsburgh Penguins   | Portland Winter Hawks (WHL)              |
| 157 | Billy O'Dwyer     | Center      | Amerikai Egyesült Államok | Los Angeles Kings     | Boston College (ECAC)                    |
| 158 | Fred Perlini      | Center      | Kanada                    | Toronto Maple Leafs   | Toronto Marlboros (OMJHL)                |
| 159 | Pat Rabbitt       | Bal szélső  | Kanada                    | St. Louis Blues       | Billings Bighorns (WHL)                  |
| 160 | Claude Drouin     | Center      | Kanada                    | Calgary Flames        | Québec Remparts (QMJHL)                  |
| 161 | Bart Wilson       | Védő        | Kanada                    | New York Rangers      | Toronto Marlboros (OMJHL)                |
| 162 | Jim Ralph         | Kapus       | Kanada                    | Chicago Black Hawks   | Ottawa 67's (OMJHL)                      |
| 163 | Jeff Walters      | Jobb szélső | Kanada                    | Minnesota North Stars | Peterborough Petes (OMJHL)               |
| 164 | Morey Gare        | Jobb szélső | Kanada                    | New York Islanders    | Penticton Knights (BCJHL)                |
| 165 | Mike Moffat       | Kapus       | Kanada                    | Boston Bruins         | Kingston Canadians (OMJHL)               |
| 166 | Steve Penney      | Kapus       | Kanada                    | Montréal Canadiens    | Shawinigan Cataractes (QMJHL)            |
| 167 | Randy Cunneyworth | Center      | Kanada                    | Buffalo Sabres        | Ottawa 67's (OMJHL)                      |
| 168 | Mark Botell       | Védő        | Kanada                    | Philadelphia Flyers   | Brantford Alexanders (OMJHL)             |
| 169 | Shawn MacKenzie   | Kapus       | Kanada                    | Colorado Rockies      | Windsor (OMJHL)                          |
|     |                   |             |                           |                       |                                          |

### Kilencedik kör
| #   | Játékos                | Poszt       | Nemzetiség                | NHL-csapat            | Egyetem/junior/klub csapat              |
| --- | ---------------------- | ----------- | ------------------------- | --------------------- | --------------------------------------- |
| 170 | Eddie Christian        | Center      | Amerikai Egyesült Államok | Winnipeg Jets         | Warroad High School (USHS-MN)           |
| 171 | Christian Tanguay      | Jobb szélső | Kanada                    | Quebec Nordiques      | Trois-Rivières Draveurs (QMJHL)         |
| 172 | Dave Miles             | Jobb szélső | Kanada                    | Detroit Red Wings     | Brantford Alexanders (OMJHL)            |
| 173 | Peter Andersson        | Védő        | Svédország                | Washington Capitals   | Timrå IK (Elitserien)                   |
| 174 | Lars-Gunnar Pettersson | Center      | Svédország                | Edmonton Oilers       | Luleå HF (Elitserien)                   |
| 175 | Patrik Sundström       | Center      | Svédország                | Vancouver Canucks     | IF Björklöven (Elitserien)              |
| 176 | Paul Fricker           | Kapus       | Kanada                    | Hartford Whalers      | University of Michigan (WCHA)           |
| 177 | Brian Lundberg         | Védő        | Kanada                    | Pittsburgh Penguins   | University of Michigan (WCHA)           |
| 178 | Daryl Evans            | Bal szélső  | Kanada                    | Los Angeles Kings     | Niagara Falls Flyers (OMJHL)            |
| 179 | Darwin McCutcheon      | Védő        | Kanada                    | Toronto Maple Leafs   | Toronto Marlboros (OMJHL)               |
| 180 | Peter Lindgren         | Védő        | Svédország                | St. Louis Blues       | Hammarby IF Hockey (Elitserien)         |
| 181 | Håkan Loob             | Jobb szélső | Svédország                | Calgary Flames        | Karlstad (Elitserien)                   |
| 182 | Chris Wray             | Jobb szélső | Amerikai Egyesült Államok | New York Rangers      | Boston College (ECAC)                   |
| 183 | Don Dietrich           | Védő        | Kanada                    | Chicago Black Hawks   | Brandon Wheat Kings (WHL)               |
| 184 | Bob Lakso              | Bal szélső  | Amerikai Egyesült Államok | Minnesota North Stars | Aurora-Hoyt Lakes High School (USHS-MN) |
| 185 | Peter Steblyk          | Védő        | Kanada                    | New York Islanders    | Medicine Hat Tigers (WHL)               |
| 186 | Michael Thelven        | Védő        | Svédország                | Boston Bruins         | Djurgårdens IF Hockey (Elitserien)      |
| 187 | John Schmidt           | Védő        | Amerikai Egyesült Államok | Montréal Canadiens    | Notre Dame Egyetem (WCHA)               |
| 188 | Dave Beckon            | Center      | Kanada                    | Buffalo Sabres        | Peterborough Petes (OMJHL)              |
| 189 | Peter Dineen           | Védő        | Kanada                    | Philadelphia Flyers   | Kingston Canadians (OMJHL)              |
|     |                        |             |                           |                       |                                         |

### Tizedik kör
| #   | Játékos          | Poszt       | Nemzetiség                | NHL-csapat                        | Egyetem/junior/klub csapat             |
| --- | ---------------- | ----------- | ------------------------- | --------------------------------- | -------------------------------------- |
| 190 | Bob Jansch       | Jobb szélső | Kanada                    | Colorado Rockies                  | Victoria Cougars (WHL)                 |
| 191 | Dave Chartier    | Center      | Kanada                    | Winnipeg Jets                     | Brandon Wheat Kings (WHL)              |
| 192 | Bill Robinson    | Védő        | Amerikai Egyesült Államok | Quebec Nordiques                  | Acton-Boxborough High School (USHS-MA) |
| 193 | Brian Rorabeck   | Jobb szélső | Kanada                    | Detroit Red Wings                 | Niagara Falls Flyers (OMJHL)           |
| 194 | Tony Camazzola   | Védő        | Kanada                    | Washington Capitals               | Brandon Wheat Kings (WHL)              |
| 195 | Bob O'Brien      | Jobb szélső | Kanada                    | Philadelphia Flyers (Edmontontól) | Dixie Beehives (OPJHL)                 |
| 196 | Grant Martin     | Center      | Kanada                    | Vancouver Canucks                 | Kitchener Rangers (OMJHL)              |
| 197 | Lorne Bokshowan  | Center      | Kanada                    | Hartford Whalers                  | Saskatoon Blades (WHL)                 |
| 198 | Steve McKenzie   | Védő        | Kanada                    | Pittsburgh Penguins               | St. Albert Saints (AJHL)               |
| 199 | Kim Collins      | Bal szélső  | Kanada                    | Los Angeles Kings                 | Bowling Green State University (CCHA)  |
| 200 | Paul Higgins     | Jobb szélső | Kanada                    | Toronto Maple Leafs               | Henry Carr Crusaders (MetJHL)          |
| 201 | John Smyth       | Védő        | Kanada                    | St. Louis Blues                   | Calgary Wranglers (WHL)                |
| 202 | Steven Fletcher  | Védő        | Kanada                    | Calgary Flames                    | Hull Olimpiques (QMJHL)                |
| 203 | Anders Bäckström | Védő        | Svédország                | New York Rangers                  | Brynäs IF (Elitserien)                 |
| 204 | Dan Frawley      | Bal szélső  | Kanada                    | Chicago Black Hawks               | Sudbury Wolves (OMJHL)                 |
| 205 | Dave Richter     | Védő        | Kanada                    | Minnesota North Stars             | University of Michigan (WCHA)          |
| 206 | Glenn Johannesen | Védő        | Kanada                    | New York Islanders                | Red Deer Rustlers (AJHL)               |
| 207 | Jens Öhling      | Bal szélső  | Svédország                | Boston Bruins                     | Djurgårdens IF (Elitserien)            |
| 208 | Scott Robinson   | Kapus       | Kanada                    | Montréal Canadiens                | University of Denver (WCHA)            |
| 209 | John Bader       | Bal szélső  | Amerikai Egyesült Államok | Buffalo Sabres                    | Irondale High School (USHS-MN)         |
| 210 | Andy Brickley    | Bal szélső  | Amerikai Egyesült Államok | Philadelphia Flyers               | University of New Hampshire (ECAC)     |
|     |                  |             |                           |                                   |                                        |